# Сектор 4 (Букурещ)
Сектор 4 е сектор, административна съставна част на град Букурещ, с обща площ 34 км2, и население 299 414 души (2007).